# Mortal Mind Creation
Mortal Mind Creation es el tercer álbum de estudio de la banda finlandesa de power metal Celesty.

## Canciones
1. "Lord of mortals"
2. "Unreality"
3. "Demons inside"
4. "War creations"
5. "Empty room"
6. "Among the dreams"
7. "Back in time"
8. "Arrival"
9. "Last sacrifice"
10. "Final pray (Japan Bonus)"
11. "Power of the stones (Korea and U.S.A Bonus)"

## Miembros
- Kimmo Perämäki - Voces
- Teemu Koskela - Guitarra principal
- Tapani Kangas - Guitarra rítmica
- Jere Luokkamäki - Batería
- Juha Mäenpää - Teclado
- Ari Katajamäki - Bajo

## Compositores
- Jere Luokkamäki
- Antti Railio

## Artistas invitados
- Jani Liimatainen del grupo Sonata Arctica
- Timo Lewis